# Majakita
La majakita és un mineral de la classe dels sulfurs.

## Característiques
La majakita és un sulfur, un aliatge de pal·ladi, níquel i arsènic, de fórmula química PdNiAs. Cristal·litza en el sistema hexagonal. Es troba en forma d'inclusions arrodonides o ovalades, de fins a 100 micres, en polarita, i formant intercreixements amb estanopal·ladinita i isomertieïta. La seva duresa a l'escala de Mohs és 6.
Segons la classificació de Nickel-Strunz, la majakita pertany a «02.AC: Aliatges de metal·loides amb PGE» juntament amb els següents minerals: atheneïta, vincentita, arsenopal·ladinita, mertieïta-II, stillwaterita, isomertieïta, mertieïta-I, miessiïta, palarstanur, estibiopal·ladinita, menshikovita, pal·ladoarsenur, pal·ladobismutarsenur, pal·ladodimita, rodarsenur, naldrettita, polkanovita, genkinita, ungavaïta, polarita, borishanskiïta, froodita i iridarsenita.

## Formació i jaciments
Es troba fent intercreixements amb altres minerals del grup del platí en menes de calcopirita i talnakhita. També se'n troba en mineralitzacions de sulfurs en intrusions fortament metamorfosejades. Va ser descoberta l'any 1976 a la mina Mayak, a Norilsk, a l'altiplà de Putorana (Taimíria, Rússia). També se n'ha descrit al Canadà, a Austràlia, a Finlàndia, a Sud-àfrica, als Estats Units i a altres zones de Rússia.